# 가네코 다이세이
가네코 다이세이(일본어: 金子 大晟, 1998년 8월 14일~)는 일본의 축구 선수이다.

## 구단 경력
그는 2017년 J3리그의 YSCC 요코하마에 입단했다. 2021년까지 12경기에 출전.